# Microstegium japonicum
Microstegium japonicum là một loài thực vật có hoa trong họ Hòa thảo. Loài này được (Miq.) Koidz. mô tả khoa học đầu tiên năm 1929.